# Encounter
Encounter (hangul: 남자친구; rr: Namjachingu) é uma telenovela sul-coreana exibida pela tvN ed 28 de novembro de 2018 a 24 de janeiro de 2019, estrelada por Song Hye-kyo e Park Bo-gum. É um dos maiores dramas coreanos da história da televisão por assinatura.
Internacionalmente, a série transita pela Viu e Viki, e foi vendida para a Now TV de Hong Kong, StarHub de Cingapura, 8TV da Malásia, Channel 3 da Tailândia, FOX e iQiyi de Taiwan e ABS-CBN das Filipinas, bem como da Mnet Japan, que a transmitirá mais de 100 países.

## Enredo
Reunidos pelo destino, uma mulher que parece ter tudo e um jovem que parece não ter nada decide abandonar uma vida comum para ficar juntos.

## Elenco

### Elenco principal
- Song Hye-kyo como Cha Soo-hyun[14]

Filha de um proeminente político e ex-nora de uma família rica.
- Park Bo-gum como Kim Jin-hyuk

Um jovem ordinário e livre que encontra alegria nas coisas mais simples.

### Elenco de apoio

#### Pessoas em torno de Cha Soo-hyun
- Jang Seung-jo como Jung Woo-seok[15]

Ex-marido de Cha Soo-hyun.
- Moon Sung-keun como Cha Jong-hyun[16]

Pai de Cha Soo-hyun.
- Nam Ki-ae como Jin Mi-ock[17]

Mãe de Cha Soo-hyun.
- Ko Chang-seok como Nam Myeong-sik[18]

Motorista de Cha Soo-hyun.
- Kwak Sun-young como Jang Mi-jin

Secretári de Cha Soo-hyun.
- Cha Hwa-yeon como presidente Kim Hwa-jin

Mãe de Jung Woo-seok.

#### Pessoas em torno de Kim Jin-hyuk
- Shin Jung-geun como Kim Jang-soo[19]

Pai de Kim Jin-hyuk.
- Baek Ji-won como Joo Yeon-ja[19]

Mãe de Kim Jin-hyuk.
- P.O como Kim Jin-myung[20]

Irmão mais novo de Kim Jin-hyuk.
- Kim Joo-heon como Lee Dae-chan[21]

O amigo de Kim Jin-hyuk que abre um restaurante.

#### Donghwa Hotel
- Kim Hye-eun como Kim Sun-joo

Líder do departamento de relações públicas de Kim Jin-hyuk no trabalho.
- Jeon So-ni como Jo Hye-in[22]

Amigo e senior de Kim Jin-hyuk no trabalho.
- Kim Ho-chang como Lee Jin-ho

O colega de trabalho de Kim Jin-hyuk.
- Lee Si-hoon como Park Han-gil[23]

O colega de trabalho de Kim Jin-hyuk.
- Park Jin-joo como Eun-jin[24]

O colega de trabalho de Kim Jin-hyuk que tem interesse nele.
- Park Sung-geun como Choi Jin-cheul

## Produção
A primeira leitura do roteiro foi realizada em 23 de agosto de 2018. A fotografia principal começou em setembro de 2018, com parte das filmagens ocorrendo em Cuba.

## Trilha sonora

### Parte 1
| Lançado em 29 de novembro de 2018 |                                 |                |         |  |
| N.º                               | Título                          | Artista        | Duração |  |
| 1.                                | "The Day We Met" (영화 같던 날) | Cheeze         | 03:56   |  |
| 2.                                | "The Day We Met" (Inst.)        |                | 03:56   |  |
| Duração total:                    | Duração total:                  | Duração total: | 07:52   |  |

### Parte 2
| Lançado em 6 de dezembro de 2018 |                                         |                |         |  |
| N.º                              | Título                                  | Artista        | Duração |  |
| 1.                               | "Into My Heart" (그대가 이렇게 내 맘에) | Lee So-ra      | 03:21   |  |
| 2.                               | "Into My Heart" (Inst.)                 |                | 03:21   |  |
| Duração total:                   | Duração total:                          | Duração total: | 06:42   |  |

### Parte 3
| Lançado em 13 de dezembro de 2018 |                                  |                            |         |  |
| N.º                               | Título                           | Artista                    | Duração |  |
| 1.                                | "Don't Hesitate" (망설이지 마요) | Yong Jun-hyung (Highlight) | 03:35   |  |
| 2.                                | "Don't Hesitate" (Inst.)         |                            | 03:35   |  |
| Duração total:                    | Duração total:                   | Duração total:             | 07:10   |  |

### Parte 4
| Lançado em 20 de dezembro de 2018 |                     |                |         |  |
| N.º                               | Título              | Artista        | Duração |  |
| 1.                                | "The Night" (그 밤) | Eric Nam       | 03:40   |  |
| 2.                                | "The Night" (Inst.) |                | 03:40   |  |
| Duração total:                    | Duração total:      | Duração total: | 07:20   |  |

### Parte 5
| Lançado em 26 de dezembro de 2018 |                   |                |         |  |
| N.º                               | Título            | Artista        | Duração |  |
| 1.                                | "Flutter" (설렘)  | O.WHEN         | 03:54   |  |
| 2.                                | "Flutter" (Inst.) |                | 03:54   |  |
| Duração total:                    | Duração total:    | Duração total: | 07:48   |  |

### Parte 6
| Lançado em 3 de janeiro de 2019 |                |                |         |  |
| N.º                             | Título         | Artista        | Duração |  |
| 1.                              | "Take Me On"   | SAya           | 03:41   |  |
| 2.                              | "Take Me On"   | SALTNPAPER     | 03:41   |  |
| Duração total:                  | Duração total: | Duração total: | 07:22   |  |

### Parte 7
| Lançado em 10 de janeiro de 2019 |                                        |                |         |  |
| N.º                              | Título                                 | Artista        | Duração |  |
| 1.                               | "Always Be With You" (그대여야만 해요) | Baek A-yeon    | 04:41   |  |
| 2.                               | "Always Be With You" (Inst.)           |                | 04:41   |  |
| Duração total:                   | Duração total:                         | Duração total: | 09:22   |  |

### Parte 8
| Lançado em 17 de janeiro de 2019 |                     |                |         |  |
| N.º                              | Título              | Artista        | Duração |  |
| 1.                               | "Fairytale" (동화)  | Ra.D           | 05:07   |  |
| 2.                               | "Fairytale" (Inst.) |                | 05:07   |  |
| Duração total:                   | Duração total:      | Duração total: | 10:14   |  |

### Parte 9
| Lançado em 24 de janeiro de 2019 |                      |                |         |  |
| N.º                              | Título               | Artista        | Duração |  |
| 1.                               | "Good Night"         | Seo Ji-an      | 03:37   |  |
| 2.                               | "Good Night" (Inst.) |                | 03:37   |  |
| Duração total:                   | Duração total:       | Duração total: | 07:14   |  |

## Classificações
Na tabela abaixo, os números azuis representam as mais baixas classificações e os números vermelhos representam as classificações mais elevadas.
| 1     | 28 de novembro de 2018 | 8.683% (1st)  | 11.454% (1st) | 9.4%  | 10.7% |
| 2     | 29 de novembro de 2018 | 10.329% (1st) | 12.868% (1st) | 11.0% | 12.6% |
| 3     | 5 de dezembro de 2018  | 9.251% (1st)  | 11.772% (1st) | 10.2% | 11.5% |
| 4     | 6 de dezembro de 2018  | 9.264% (1st)  | 11.468% (1st) | 9.2%  | —     |
| 5     | 12 de dezembro de 2018 | 8.513% (1st)  | 10.575% (1st  | 10.5% | 12%   |
| 6     | 13 de dezembro de 2018 | 8.594% (1st)  | 10.906% (1st) | 8.1%  | —     |
| 7     | 19 de dezembro de 2018 | 8.592% (1st)  | 10.612% (1st) | 8.6%  | —     |
| 8     | 20 de dezembro de 2018 | 9.166% (1st)  | 11.776% (1st) | 7.7%  | —     |
| 9     | 2 de janeiro de 2019   | 7.810% (1st)  | 9.845% (1st)  | 7.2%  | —     |
| 10    | 3 de janeiro de 2019   | 7.962% (1st)  | 9.590% (1st)  | 7.7%  | —     |
| 11    | 9 de janeiro de 2019   | 7.513% (1st)  | 9.310% (1st)  | 7.5%  | —     |
| 12    | 10 de janeiro de 2019  | 7.623% (1st)  | 9.630% (1st)  | 7.3%  | —     |
| 13    | 16 de janeiro de 2019  | 7.927% (1st)  | 10.043% (1st) | 8.0%  | —     |
| 14    | 17 de janeiro de 2019  | 7.702% (1st)  | 9.678% (1st)  | 7.4%  | —     |
| 15    | 23 de janeiro de 2019  | 7.999% (1st)  | 10.590% (1st) | 7.9%  | —     |
| 16    | 24 de janeiro de 2019  | 8.678% (1st)  | 11.161% (1st) | 7.4%  | —     |
| Média | Média                  | 8.475%        | 10.704%       | 8.4%  | -     |

- Este drama foi transmitido por um canal de televisão por assinatura, que normalmente tem um público relativamente menor em comparação com as emissoras de televisão abertas (KBS, SBS, MBC e EBS).